# Кадзе
Кадзе (пол. Kadzie) — село в Польщі, у гміні Малдити Острудського повіту Вармінсько-Мазурського воєводства. Населення — 39 осіб (2011).
У 1975—1998 роках село належало до Ольштинського воєводства.

## Демографія
Демографічна структура станом на 31 березня 2011 року:
|          | Загалом | Допрацездатний вік | Працездатний вік | Постпрацездатний вік |
| -------- | ------- | ------------------ | ---------------- | -------------------- |
| Чоловіки | 22      | 1                  | 18               | 3                    |
| Жінки    | 17      | 4                  | 6                | 7                    |
| Разом    | 39      | 5                  | 24               | 10                   |